# LaSalle (automóviles)
LaSalle fue una marca estadounidense de coches de lujo fabricada y comercializada, como marca separada, por la división Cadillac 
de General Motors desde 1927 hasta 1940. Alfred P. Sloan, presidente de la junta de GM, desarrolló el concepto de cuatro nuevas líneas de producto de GM. Las marcas LaSalle, Marquette, Viking y Pontiac se combinaron con marcas ya establecidas para llenar las brechas de precios que percibía en la cartera de productos de la General Motors. Sloan creó LaSalle como marca agregada de Cadillac. Los LaSalle fueron fabricados por Cadillac, pero tenían un precio más bajo que los propios Cadillac, eran más pequeños y se comercializaron como la segunda marca más prestigiosa en la cartera de General Motors.
Al igual que Cadillac, que lleva el nombre de Antoine de Lamothe-Cadillac, la marca LaSalle se basó en la de otro explorador francés, René Robert Cavelier de La Salle.

## Estrategia como marca agregada de General Motors
LaSalle tuvo sus inicios cuando el director ejecutivo de General Motors, Alfred Pritchard Sloan, notó que su programa de segmentación de mercado cuidadosamente elaborado estaba comenzando a desarrollar brechas de precios en las que General Motors no tenía productos para vender. En una época en la que las marcas automotrices estaban algo restringidas a fabricar un automóvil específico por modelo y año, Sloan supuso que la mejor manera de cerrar las brechas era desarrollar marcas "complementarias" que pudieran venderse a través de la red de ventas existente.
Tal como la desarrolló originalmente Sloan, la estrategia de segmentación del mercado de General Motors colocó cada una de las marcas de automóviles individuales de la compañía en rangos de precios específicos, según el denominado Programa de Fabricación Complementaria de General Motors. El Chevrolet fue designado como el producto del nivel de entrada. Luego, (en orden ascendente), vinieron Pontiac, Oakland, Oldsmobile, Viking, Marquette, Buick, LaSalle y Cadillac. En la década de 1920, ciertos productos de General Motors comenzaron a salirse del plan a medida que los productos mejoraban y se realizaban avances en los motores.
Bajo la estrategia de la marca acompañante, la brecha entre Chevrolet y Oakland se llenaría con una nueva marca llamada Pontiac, un automóvil de calidad con motor de seis cilindros diseñado para venderse por el precio de un cuatro cilindros. La amplia brecha entre Oldsmobile y Buick se llenaría con dos marcas complementarias: a Oldsmobile se le asignó el Motor V8 Viking de gama alta y a Buick se le asignó el motor Marquette de seis cilindros más compacto. A Cadillac, que había visto dispararse sus precios base en la embriagadora década de 1920, se le asignó LaSalle como marca acompañante para llenar el vacío que existía entre la propia Cadillac y Buick.

## Estrategia de diseño

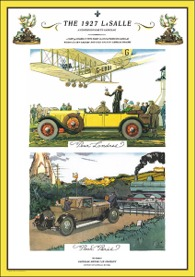
Cartel de la sala de exposición de un concesionario promocionando el nuevo LaSalle de 1927. GM usó un tema europeo en sus anuncios ese año en un intento de construir la imagen de que LaSalle era un vehículo mundano, de moda en todos los entornos y lugares

Lo que surgió como LaSalle en 1927 se montó sobre la plataforma GMC al igual que el Cadillac. El LaSalle de 1927 fue diseñado por Harley Earl, quien desarrolló una carrera de 30 años en General Motors, y finalmente obtuvo el control del diseño y estilo de toda la compañía.
Antes del LaSalle de 1927, el diseño de automóviles seguía esencialmente un patrón establecido, con cambios de diseño impulsados principalmente por necesidades de ingeniería. Por ejemplo, el Ford T evolucionó solo ligeramente durante su ciclo de producción; Un Modelo T de 1927 era casi idéntico a un Modelo T de 1910.
Earl, que había sido contratado por el director general de Cadillac, Lawrence P. Fisher, concibió el LaSalle no como un Cadillac junior, sino como algo más ágil y elegante. Influido por los descarados roadster Hispano-Suiza de la época, el LaSalle de Earl surgió como un contrapunto más pequeño pero elegante a los modelos más grandes de Cadillac, a diferencia de cualquier otro automóvil construido por un fabricante estadounidense.

## 1927–1933

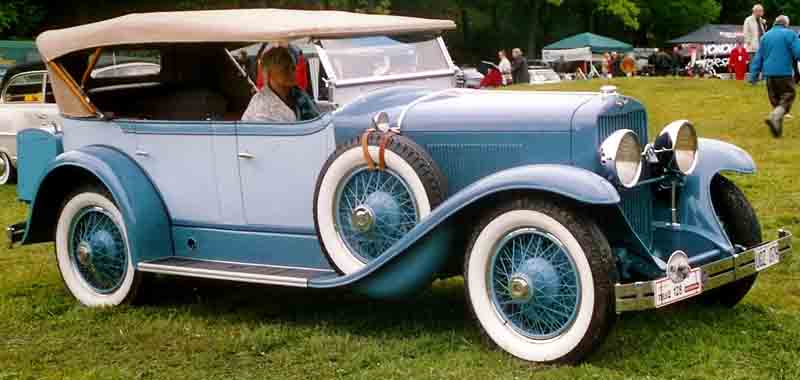
LaSalle Series 303 Phaeton (1928)

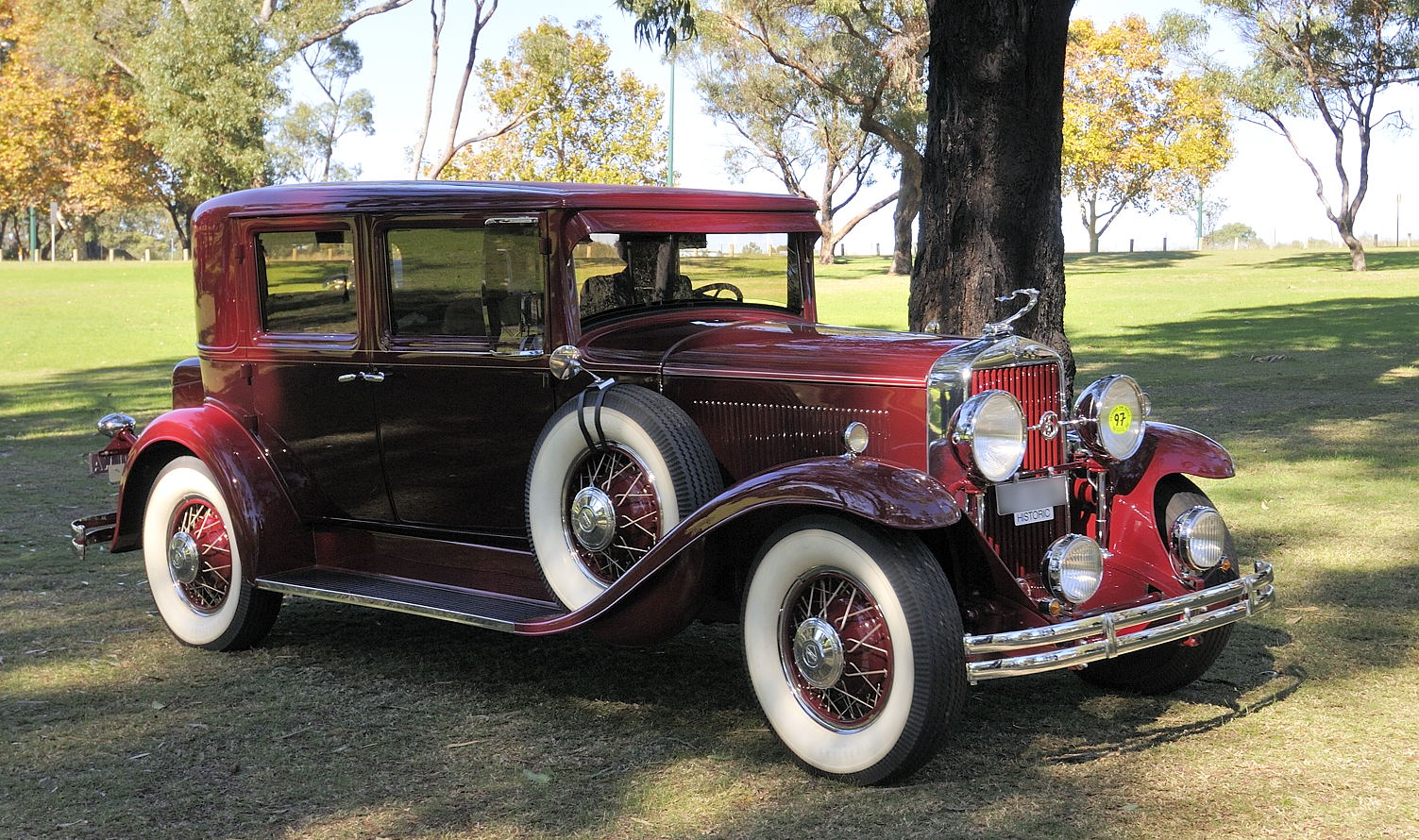
LaSalle Series 340 (1930), fotografiado en Perth, Australia Occidental

Construido por Cadillac de acuerdo con sus altos estándares, el LaSalle pronto emergió como un automóvil que marcó tendencia. Posteriormente, Earl se convirtió en el encargado de supervisar el diseño de todos los vehículos de General Motors.
El LaSalle se ofreció en una gama completa de estilos de carrocería, incluidos diseños personalizados construidos por Fisher y Fleetwood Metal Body. Los coches abiertos también se podían pedir en combinaciones de colores de tres tonos, en un momento en el que los colores oscuros como el negro y el azul marino seguían siendo los colores más familiares producidos por los fabricantes. El diseño de Earl incluso incluyó un guiño al inspirador Hispano-Suiza, con la marca registrada "LaS" en un círculo de la marca en la barra de unión horizontal entre las luces delanteras.
Las distancias entre ejes oscilaron entre 128 plg (3251 mm) y 134 plg (3404 mm). Los LaSalle de esta época estaban equipados con el motor "Ninety Degree V-8" de Cadillac, lo que hacía que el automóvil fuera rápido, mientras que su tamaño más pequeño lo hacía más deportivo y ágil.
El 20 de junio de 1927, un LaSalle conducido por Willard Rader, junto con Gus Bell, en la pista de Milford Proving Grounds, recorrió 952 millas (1532,1 km), con un promedio de 95,2 mph (153,2 km/h), con solo siete minutos dedicados al reabastecimiento de combustible y cambios de neumáticos. En comparación, la velocidad promedio en las 500 Millas de Indianápolis de ese año fue de 97,5 mph (156,9 km/h). La prueba en Milford habría continuado, pero un problema en el sistema de aceite hizo que terminara antes de tiempo.
Más adelante, la Gran Depresión, combinada con los estancados números de ventas de LaSalle, hizo que Cadillac reconsiderara su marca compañera. Tanto Buick como Oldsmobile habían eliminado al Marquette y al Viking en 1930, en su segundo año. Cadillac también vio perder terreno en las ventas de sus automóviles, ya que los compradores confirmados de Cadillac intentaron recortar centavos comprando el LaSalle menos costoso. Las ventas del LaSalle también cayeron, de un máximo de 22.691 unidades en 1929 a un mínimo de 3290 en 1932.

## 1934–1938

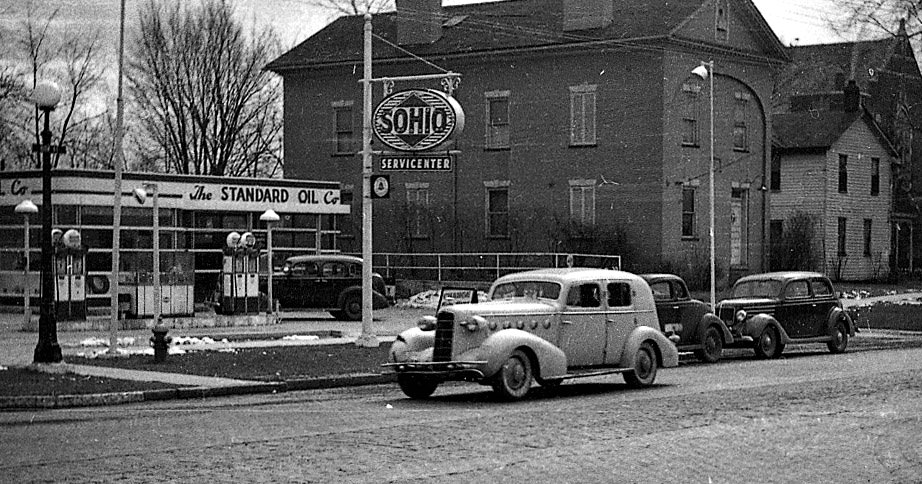
LaSalle Series 50 (1934)

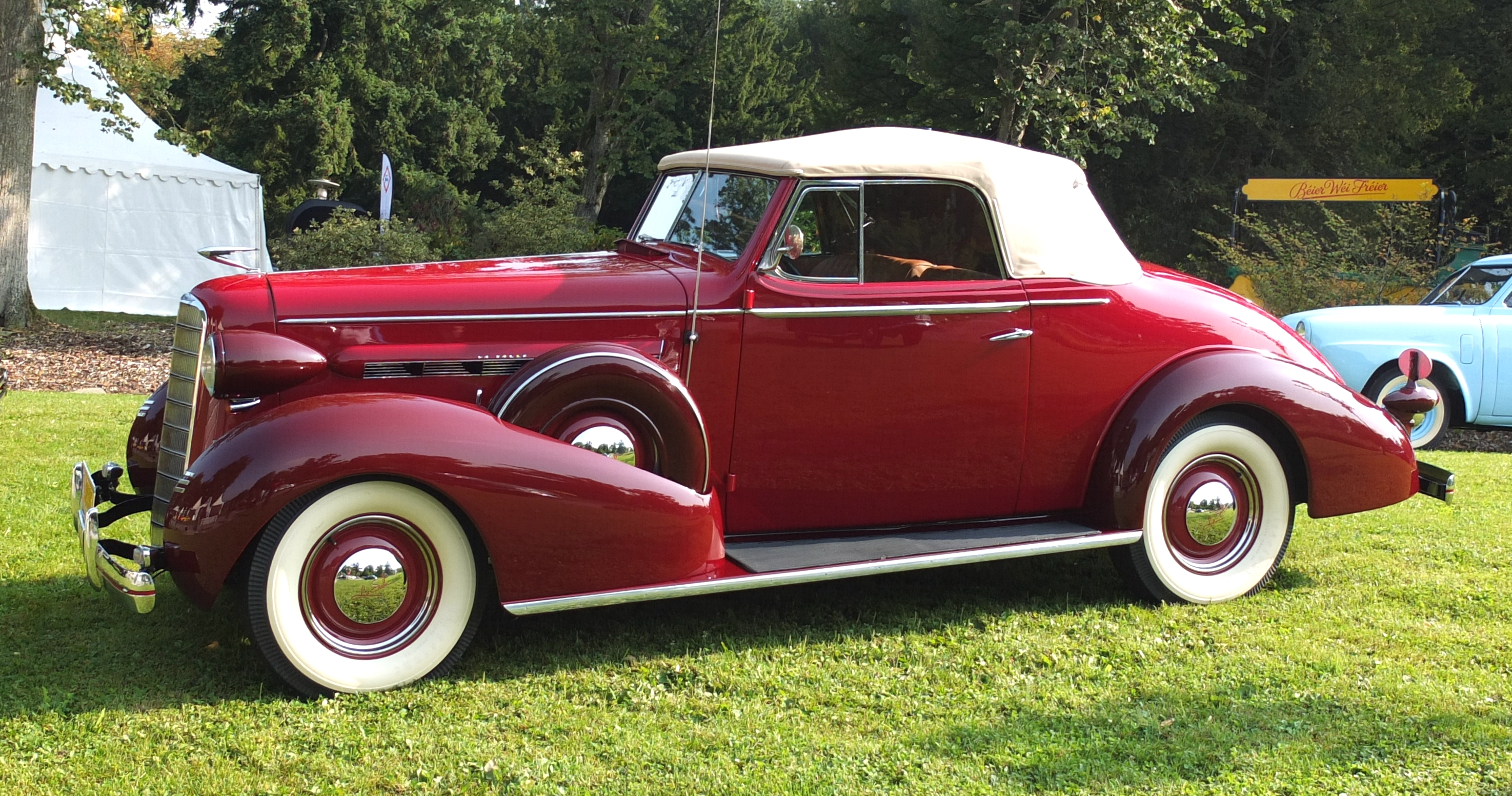
LaSalle Roadster (1936)

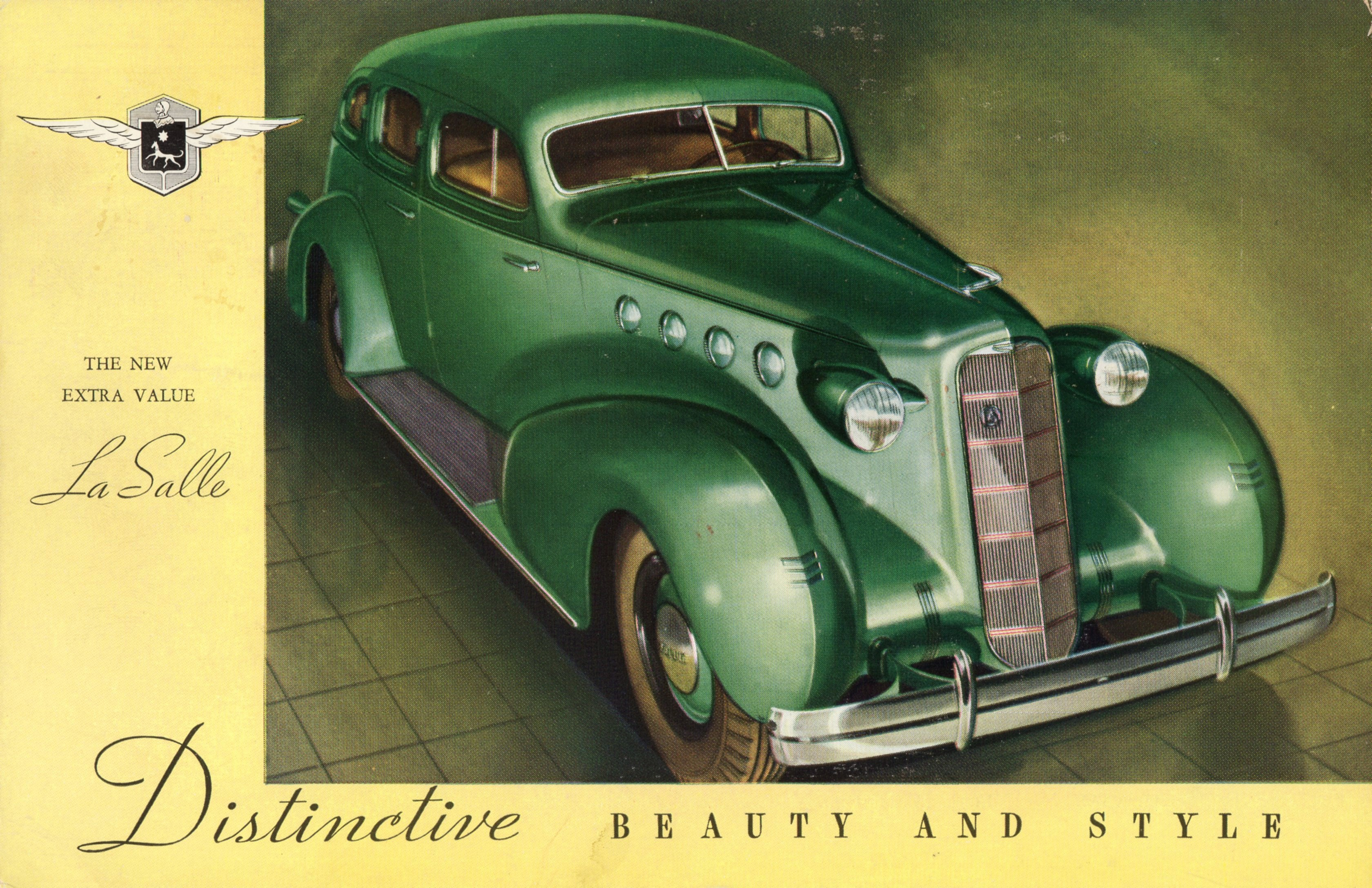
Anuncio de LaSalle, que muestra el diseño distintivo de la carrocería ideado por Harley Earl (1935)

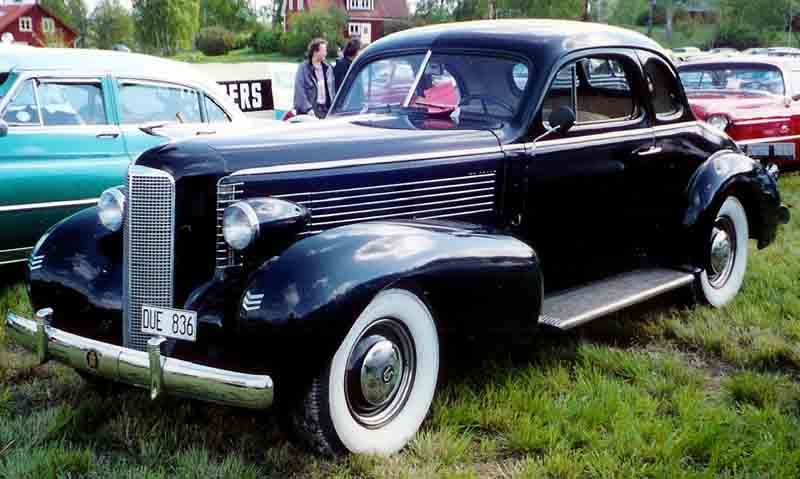
LaSalle Series 50 cupé (1937)

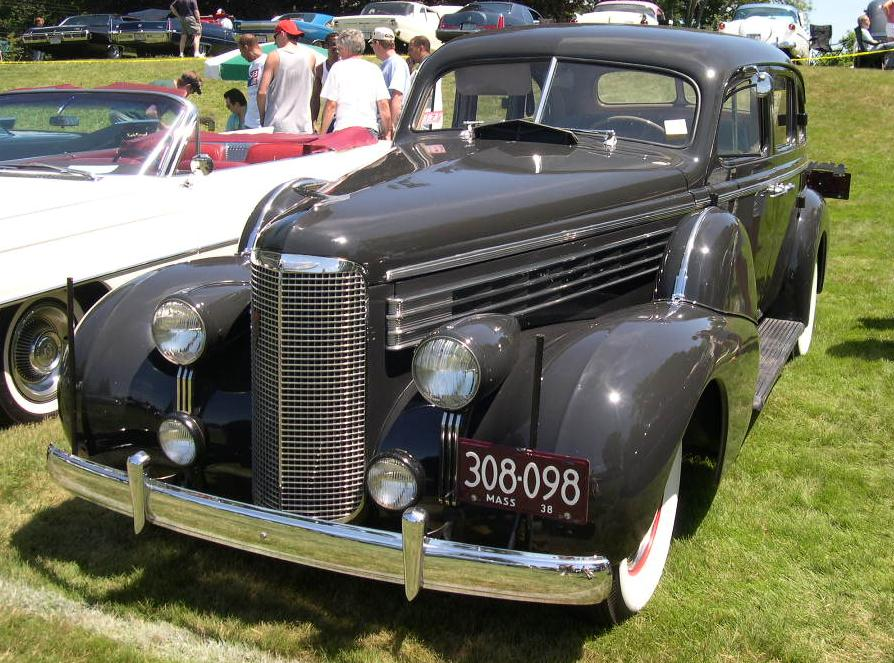
LaSalle Series 50 (1938)

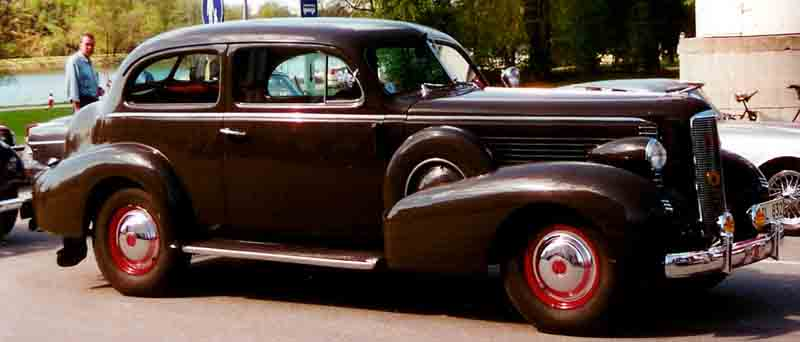
LaSalle Series 50 2-puertas Touring Sedán (1937)

A partir del modelo del año 1934, una parte significativa de los LaSalle estaba más estrechamente relacionada con los Oldsmobile L-Series que con los Cadillac de mayor tamaño y precio. Esto estuvo marcado por el cambio a la plataforma B utilizada en los Oldsmobile y Buick. Una vez más, el trabajo de Earl con los LaSalle se tradujo en un vehículo elegante, distinguible por una parrilla de radiador atractiva y delgada. La otra contribución de Earl fueron los modernos ojos de buey semi-blindados, de estilo avión, en el costado del capó. Todas las carrocerías pasaron a estar construidas por Fleetwood.
Este nuevo LaSalle ahora tenía un precio de 1000 dólares por debajo del Cadillac de menor importe. Su misión no era llenar una brecha de precios, sino mantener la división de coches de lujo fuera de los números rojos. Pero a medida que la economía comenzó a recuperarse, el LaSalle no lo hizo, al menos no en proporción con la economía. Las ventas fueron de 7195 unidades en 1934, 8651 en 1935 y 13.004 en 1936.
Mientras tanto, el Packard One-Twenty se introdujo en 1935 y tuvo mucho éxito. El LaSalle tenía competencia adicional del Lincoln-Zephyr, introducido en 1936. En 1937, Cadillac hizo suyo el LaSalle nuevamente, dándole el motor V8 del Cadillac Series 60 (con una cilindrada de 322 plg³ (5,3 L)), un nuevo estilo, un rango de precios más bajo y una fuerte promoción que enfatizaba que el automóvil era completamente construido por Cadillac. Pero ya fue tarde. Las ventas del modelo de aquel año alcanzaron los 32.000 LaSalle, lo que supuso una gran mejora, pero se mantuvieron muy por detrás de las de Packard.
Se eligió un modelo LaSalle 350 de 1934 como coche de seguridad para las 500 Millas de Indianápolis, y un convertible LaSalle Serie 50 de 1937 también sirvió como coche de control.

## 1939-1940

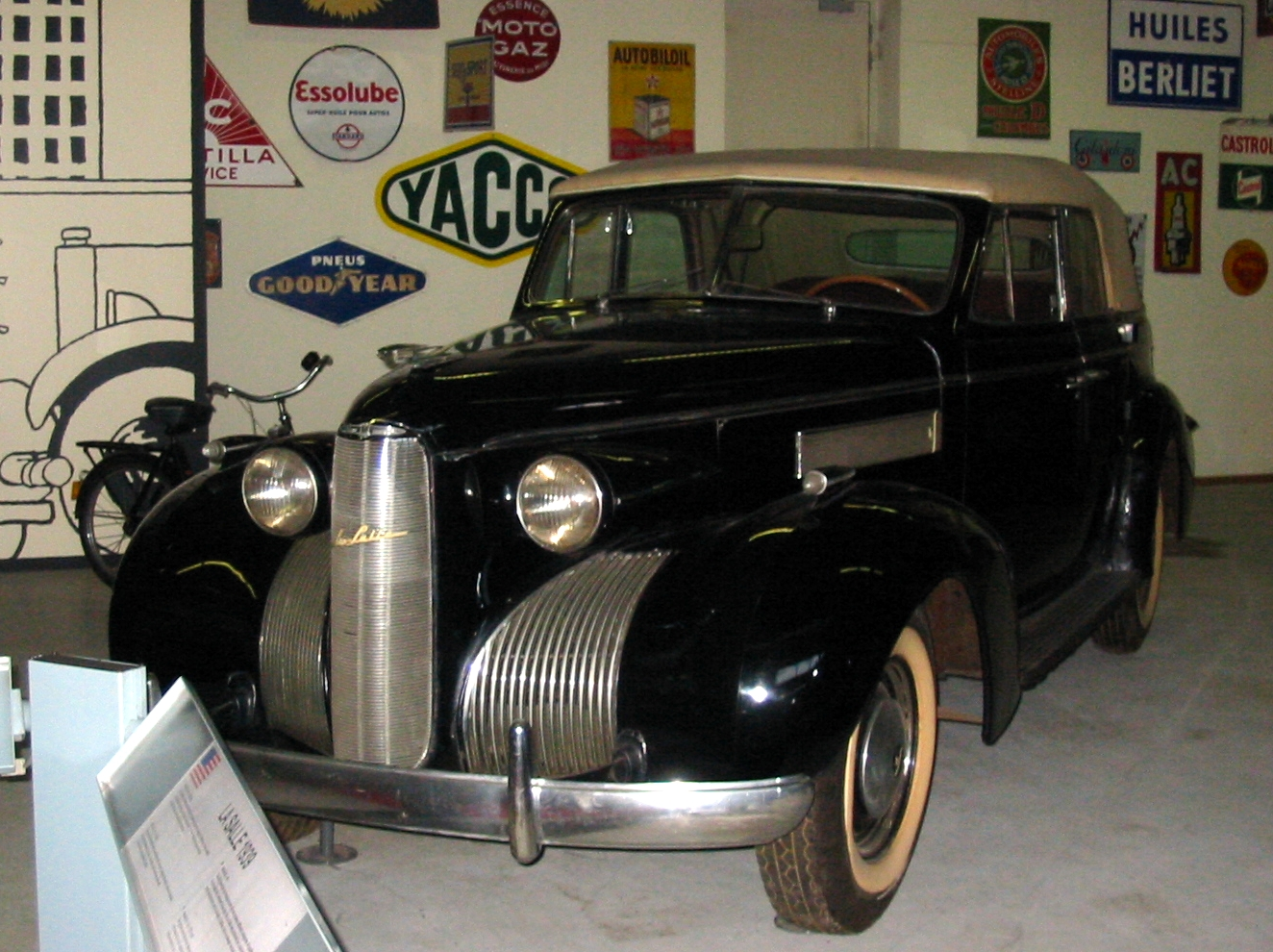
LaSalle Series 50 4-puertas convertible (1939)

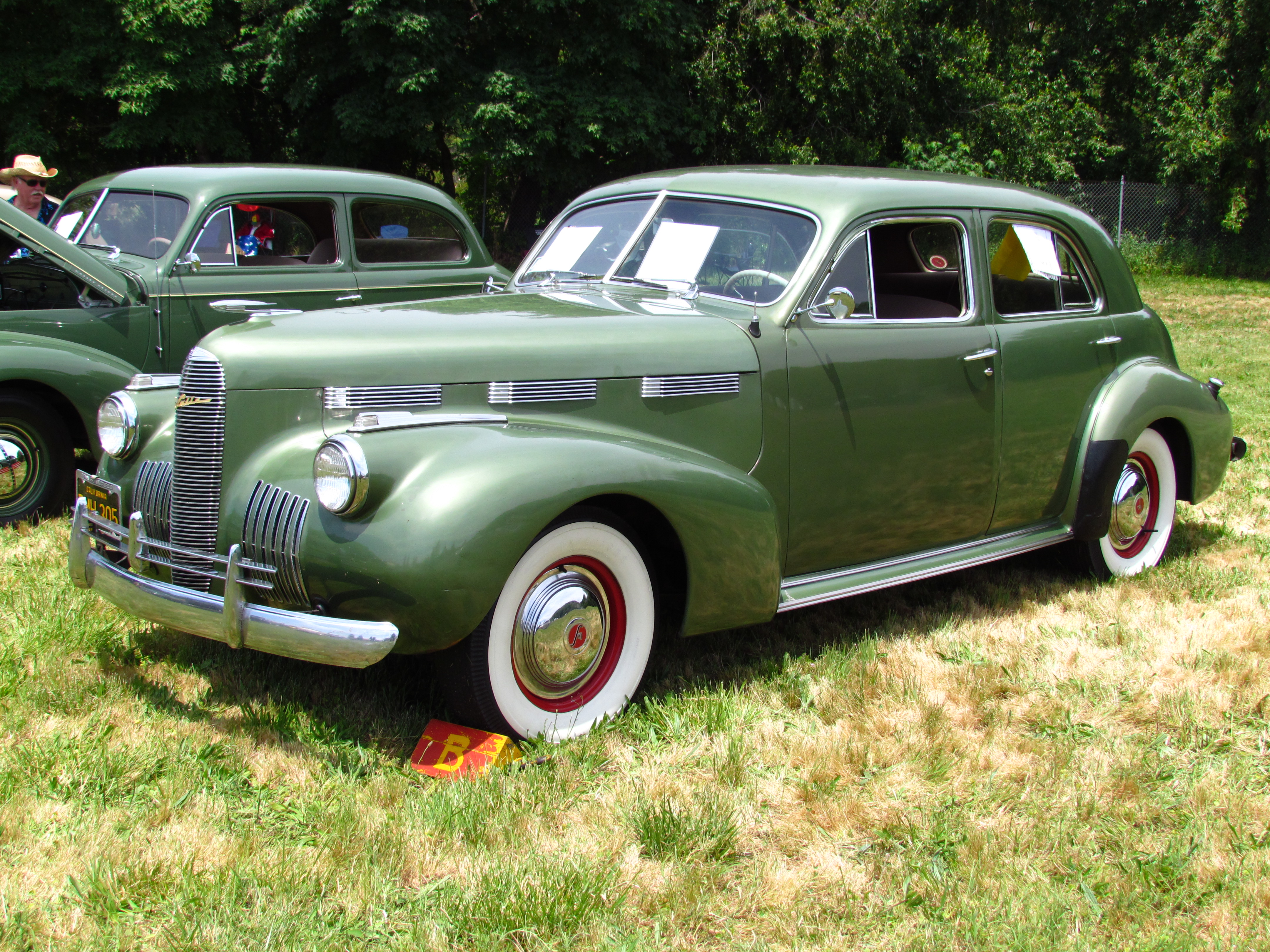
LaSalle Special Series 52 4-puertas sedán (1940)

En sus últimos años, una vez más el LaSalle se volvió cada vez más parecido al Cadillac en su apariencia y detalles. La estrecha abertura de la rejilla del radiador se mantuvo, flanqueada por rejillas laterales. Los faros, que se habían desplazado hacia abajo para sujetarse a la carrocería entre la rejilla y el guardabarros, se unieron nuevamente a la carcasa del radiador. LaSalle también agregó un techo solar, comercializado como "Sunshine Turret Top". Las ventas aumentaron de 15.501 unidades en 1938 a 23.028 en 1939.
Los últimos LaSalle de 1940 se introdujeron en octubre de 1939 con una gama completa de estilos de carrocería semi-personalizados, como lo había hecho en su primer año, incluido un sedán convertible. Earl supervisó este rediseño. El nuevo modelo incorporó un diseño fluido, con un radiador delgado flanqueado por una serie de finas ranuras entre lamas cromadas. En su último año, las ventas de LaSalle alcanzaron el segundo nivel más alto de la historia con 24.133 unidades. Además de la Serie 50, también existía la Serie Especial 52 (más baja y más ancha) que usaba la nueva plataforma "Torpedo" de la compañía.

## 1941
Para cuando se tomó la decisión de abandonar LaSalle, se habían realizado al menos tres maquetas de madera y metal para posibles modelos LaSalle de 1941. Uno se basó en una carrocería sobre la plataforma GM C, que acabó siendo compartida por el Cadillac Series 62, los Buick Roadmaster y Super, el Oldsmobile 90 y el Pontiac Custom Torpedo. Un segundo modelo estaba basado en el fastback sobre la plataforma GM B, que finalmente fue compartido por el Cadillac Series 61, los Buick Century y Special, el Oldsmobile 70 y el Pontiac Streamliner Torpedo. Un tercer diseño consistía en un notchback (tres volúmenes) modificado, derivado del fastback. Cualquiera o todos ellos podrían haber terminado siendo parte de la línea de LaSalle. Sin embargo, se piensa que de los tres, es más probable que el tercer diseño haya sido un LaSalle, con esa plataforma asignada en exclusiva, y que el segundo diseño, cuya plataforma se compartió con la Serie 61, fuera el siguiente. En 1941, las ventas de los Cadillac Series 61 y 63 fueron de 29.258 y de 5030 unidades respectivamente.
Las ventas de LaSalle habían superado sistemáticamente a las de Cadillac desde 1933, pero desde su introducción en 1935, el Packard One-Twenty de precio medio había superado sistemáticamente al LaSalle en un promedio del 72 por ciento durante el período de seis años 1935-40 inclusive. En aquel entonces se decidió convertir el LaSalle en la marca Cadillac más prestigiosa, pero no tuvo tiempo para consolidarse antes del inicio de la Gran Depresión, y no tuvo una oportunidad después.

## Prototipos LaSalle
En su artículo de 2013, "GM's Road Not Taken", el periodista del motor Robert Cumberford revisó la restauración realizada del La Salle II Roadster, que había sido presentado en el Motorama de 1955. Cumberford comparó al Roadster con un presagio del futuro de GM. Si bien el prototipo mostró una destacable nueva tecnología, que incluía un bloque de aluminio, un árbol de levas doble y un motor V6 con inyección de combustible, esta tecnología no se incorporó a las líneas de producción. GM, en cambio, enfatizó el estilo por encima del avance de la ingeniería durante las décadas que siguieron, y no introdujo "un bloque de aluminio, inyección de combustible y árbol de levas V-6 en producción hasta 2004".
Cumberford describió al Roadster como "un indicador de los muchos giros equivocados que llevaron a la quiebra de lo que en 1955 era la entidad comercial más grande del mundo (GM)".

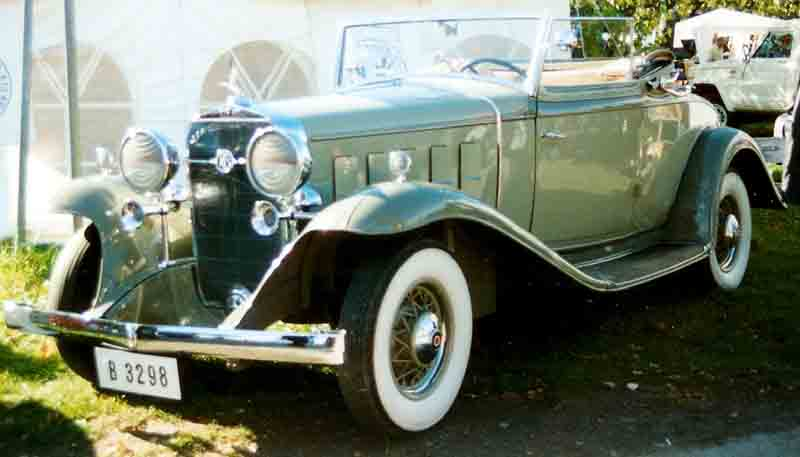
LaSalle Series 345-B 2-puertas convertible (1932)

Había nostalgia por el nombre LaSalle, y en varios momentos de las décadas de 1950, 1960 y 1970, General Motors presentó automóviles en el Motorama y propuso nuevos automóviles de consumo con este nombre. En 1955 aparecieron dos prototipos en el Motorama, uno con techo rígido de cuatro puertas, el LaSalle II; y el denominado Roadster LaSalle II. Con la orden de ser destruidos, ambos se enviaron a Warhoops Salvage Yard en Sterling Heights, Míchigan; pero en lugar de ser destruidos, se almacenaron en un rincón escondido de la instalación.
En 1990, el coleccionista Joe Bortz compró y restauró el Roadster, que apareció en un artículo de 2013 en la revista Automobile, por el que su autor, Robert Cumberford, ganó el premio al Mejor artículo del año de 2013 de la Motor Press Guild. El artículo premiado, en el que se hablaba sobre el La Salle II Roadster, se tituló "GM's Road Not Taken".
El nombre de LaSalle volvió a surgir cuando Cadillac estaba desarrollando un nuevo sedán de lujo pequeño, pero se pasó por alto en favor de Cadillac Seville. Las primeras maquetas de lo que se convertiría en el Buick Riviera de 1963 tenían la insignia "LaSalle II", ya que se estaba considerando la división Cadillac para la producción de este exitoso automóvil personal de lujo.

## LaSalle en los medios
- En el programa de televisión de la década de 1970 "All in the Family", Archie y Edith Bunker cantan "Vaya, nuestro viejo LaSalle funcionó muy bien"[8] en el tema de apertura del programa, "Esos fueron los días".
- En la primera temporada, episodio 21 de "Las Calles de San Francisco", Lew Ayres menciona que el tapacubos que encuentra es de un LaSalle de 1934.
- Este es el coche que conduce el personaje Marcus Brody cuando visita a Indiana Jones en la película  Raiders of the Lost Ark  (1981).[9]